# Тоні Люн Чу Вай
Тоні Люн Чу Вай (ієр. 梁朝偉, англ. Tony Leung Chiu Wai, кант. Льон Чхіу Вай, пут. Лян Чаовей); нар. 27 червня 1962) — гонконгський актор. Призер Каннського кінофестивалю за роль у мелодрамі «Любовний настрій» (2000).

## Біографія
Тоні Люн народився і виріс у Гонконзі. Батько пішов з сім'ї, коли він був ще дитиною. У 1982 році Тоні закінчив акторські курси на телеканалі TVB і став актором. Популярність досить швидко прийшла до нього завдяки комедійним ролям на телебаченні і в кіно.
Багато хто вважає, що проривом для Тоні Люна стала роль у фільмі Джона Ву «Круто зварені», де він знявся разом з Чоу Юн-Фатом. Хоча вперше Люн привернув увагу за межами Гонконгу в фільмі Хоу Сяосянь «Місто скорботи», який отримав головну премію на Венеційському кінофестивалі.
Однак найбільш відомий і шанований Тоні Люн став завдяки спільним роботам з режисером Вонгом Карваєм. До найбільш примітних його ролей у фільмах Кар Вая належать такі персонажі, як самотній поліцейський у фільмі «Чунцінський експрес» (1994), китайський емігрант-гомосексуал, який живе в Аргентині, у фільмі «Щасливі разом» (1997) і жертва подружньої зради у фільмі «Любовний настрій» (2000). Остання роль принесла Тоні Люн приз за найкращу чоловічу роль у Каннах.
До інших примітних фільмів за участю Тоні Люна належать «Куля в голові» (1990), «Битва біля Червоної скелі» (2008—2009) Джона Ву, «Любов до витрат» (1986) Стенлі Квана, «Сновиди» (1986) Дерека Йі, «Китайська історія привидів 3» (1991) Чин Сю-Туна, «Велорикша» (1995) Чан Ань Хунга, «Найдовша ніч» (1998) Патріка Яу, «Квіти Шанхая» (1998) Хоу Сяосянь, «Подвійна рокіровка» (2002) Ендрю Лау й Алана Мака та «Порочний зв'язок» (2007) Енга Лі.
У 2014 році увійшов до складу журі 64-го Берлінського кінофестивалю. На додаток до його акторської кар'єри, Тоні Люн — популярний співак. Хоча він ретельно вибирає серйозні ролі, але продовжує з'являтись у фарсах і фільмах категорії Б.
У 2025 році вперше з'явився в європейському фільмі, зігравши головну роль у драмі угорської режисерки Ільдіко Еньєді «Безмовний друг».

## Фільмографія
| Рік  |   | Українська назва                 | Оригінальна назва                         | Роль         |
| ---- | - | -------------------------------- | ----------------------------------------- | ------------ |
| 2025 | ф | Безмовний друг                   | Silent Friend                             | Тоні         |
| 2021 | ф | Шан-Чі та легенда десяти кілець  | Shang-Chi and the Legend of the Ten Rings | Мандарин     |
| 2013 | ф | Великий майстер                  | 一代宗师                                  | Іп Ман       |
| 2009 | ф | Битва біля Червоної скелі 2      | 赤壁下                                    | Чжоу Юй      |
| 2008 | ф | Битва біля Червоної скелі        | 赤壁上                                    | Чжоу Юй      |
| 2007 | ф | Порочний зв'язок                 | 色，戒                                    | Ґазда І      |
| 2006 | ф | Визнання болю                    | 傷城                                      |              |
| 2005 | ф | Сеульські рейдери                | 韓城攻略                                  |              |
| 2004 | ф | 2046                             | 2046                                      |              |
| 2003 | ф | Звук кольорів                    | 地下鐵                                    |              |
| 2003 | ф | Подвійна рокіровка 3             | 無間道III終極無間                         |              |
| 2003 | ф | Моя щаслива зірка                | 行運超人                                  |              |
| 2002 | ф | Герой                            | 英雄                                      | Зламаний Меч |
| 2002 | ф | Подвійна рокіровка               | 無間道                                    | Чань Віньянь |
| 2002 | ф | Китайська одіссея 2002           | 天下無雙                                  | Лі Ілан      |
| 2001 | ф | Люби мене, люби мої гроші        | 有情飲水飽                                |              |
| 2001 | ф | Борючись за кохання              | 同居蜜友                                  |              |
| 2000 | ф | Цілителі сердець                 | 俠骨仁心                                  |              |
| 2000 | ф | Любовний настрій                 | 花樣年華                                  | Чоу Мован    |
| 2000 | ф | Токійські рейдери                | 東京攻略                                  |              |
| 1999 | ф | Неперевершений                   | 玻璃樽                                    | Альберт      |
| 1998 | ф | До тебе чи до мене?              | 每天愛你８小時                            |              |
| 1998 | ф | Квіти Шанхая                     | 海上花                                    |              |
| 1998 | ф | Кохання поза часом               | 超時空要愛                                |              |
| 1998 | ф | Найдовша ніч                     | 暗花                                      |              |
| 1997 | ф | Китайський північний експрес     | 黑獄斷腸歌之砌生豬肉                      |              |
| 1997 | ф | Шалена місія 97                  | 最佳拍檔之醉街拍檔                        |              |
| 1997 | ф | Щасливі разом                    | 春光乍泄                                  | Лай Юй Фай   |
| 1996 | ф | Війни мафії                      | 洪興仔之江湖大風暴                        |              |
| 1996 | ф | Сліпе кохання                    | 偷偷愛你                                  |              |
| 1995 | ф | Велорикша                        | Cyclo / Xích lô / 三輪車伕                | "Поет"       |
| 1995 | ф | Небеса не чекають                | 救世神棍                                  |              |
| 1995 | ф | Доктор Мак                       | 流氓俠醫                                  |              |
| 1994 | ф | Прах часів                       | 東邪西毒                                  |              |
| 1994 | ф | Чунцінський експрес              | 重慶森林                                  |              |
| 1994 | ф | Повернення                       | 等著你回來                                |              |
| 1994 | ф | Переможці будуть завжди          | 至尊賭皇之千王爭霸戰                      |              |
| 1993 | ф | Він не важкий — це ж мій батько! | 新難兄難弟                                |              |
| 1993 | ф | Том, Дік і Хейрі                 | 風塵三俠                                  |              |
| 1993 | ф | Чарівний журавель                | 新仙鶴神針                                |              |
| 1993 | ф | Двоє в своєму роді               | 情人知己                                  |              |
| 1993 | ф | Герой з-за меж часу              | 正牌韋小寶之奉旨溝女                      |              |
| 1993 | ф | Три літа                         | 哥哥的情人                                |              |
| 1993 | ф | Кінець шляху                     | 異域２：孤軍                              |              |
| 1993 | ф | Метелик і меч                    | 新流星蝴蝶劍                              |              |
| 1993 | ф | Стрільці по орлах                | 射鵰英雄傳之東成西就                      |              |
| 1992 | ф | Дні тупості                      | 亞飛與亞基                                |              |
| 1992 | ф | Осідлай дракона                  | 反斗馬騮                                  |              |
| 1992 | ф | Щаслива зустріч                  |                                           |              |
| 1992 | ф | Круто зварені                    | 辣手神探                                  | Тоні         |
| 1991 | ф | Бенкет                           | 豪門夜宴                                  |              |
| 1991 | ф | Китайська історія привидів 3     | 倩女幽魂 III                              |              |
| 1991 | ф | The Tigers                       | 五虎將之決裂                              |              |
| 1991 | ф | Don't Fool Me                    | 中環英雄                                  |              |
| 1991 | ф | Великі вдавальники               |                                           |              |
| 1991 | ф | Казкове кохання                  |                                           |              |
| 1990 | ф | Дикі дні                         | A Fei jingjyuhn / 阿飛正傳                | Чоу Мо-вань  |
| 1990 | ф | Куля в голові                    | 喋血街頭                                  | А Бі         |
| 1990 | ф | Королівський негідник            | 沙灘仔與周師奶                            |              |
| 1989 | ф | Моє серце — це та вічна троянда  | Sha shou hu die meng / 殺手蝴蝶夢         | Чюн          |
| 1989 | ф | Місто смутку                     | Bēiqíng chéngshì / 悲情城市               | Веньчин      |
| 1989 | ф | Сім воїнів                       | 忠義群英                                  |              |
| 1989 | ф | Назавжди в моєму серці           |                                           |              |
| 1988 | ф | Я кохаю Марію                    | 鐵甲無敵瑪利亞                            |              |
| 1987 | ф | Просто герой                     | 人民英雄                                  |              |
| 1987 | ф | Happy Go Lucky                   | 開心快活人                                |              |
| 1986 | ф | You Will I Will                  |                                           |              |
| 1986 | ф | Love Unto Waste                  | Dì Xià Qíng / 地下情                      |              |
| 1986 | ф | Лунатики                         | 癲佬正傳                                  |              |
| 1985 | ф | Young Cops                       | 青春差館                                  |              |
| 1985 | ф | Fascinating Affairs              | 花心紅杏                                  |              |
| 1983 | ф | Mad Mad 83                       | 瘋狂83                                    |              |

## Нагороди та номінації
- Каннський кінофестиваль

- 2000 — переміг у категорії «Найкращий актор» (Любовний настрій)

- Golden Horse Film Festival

- 2007 — переміг у категорії «Найкращий актор» (Порочний зв'язок)
- 2003 — переміг у категорії «Найкращий актор» (Подвійна рокіровка)
- 2000 — номінований у категорії «Найкращий актор» (Любовний настрій)
- 1994 — переміг у категорії «Найкращий актор» (Чунцінський експрес)

- 2005 — переміг у категорії «Найкращий актор» (2046)
- 2003 — переміг у категорії «Найкращий актор» (Подвійна рокіровка)
- 2001 — переміг у категорії «Найкращий актор» (Любовний настрій)
- 1999 — номінований у категорії «Найкращий актор» (Найдовша ніч)
- 1998 — переміг у категорії «Найкращий актор» (Щасливі разом)
- 1995 — переміг у категорії «Найкращий актор» (Чунцінський експрес)
- 1993 — номінований у категорії «Найкращий актор другого плану» (Круто зварені)
- 1990 — переміг у категорії «Найкращий актор другого плану» (Назавжди в моєму серці)
- 1988 — переміг у категорії «Найкращий актор другого плану» (Просто герой)
- 1987 — номінований у категорії «Найкращий актор» (Любов до витрат)